# Čista jeba
Čista jeba je sedmi studijski album slovenske rock skupine Mi2, izdan 23. oktobra 2014 pri ZKP RTV Slovenija. Izšel je v obliki CD-ja in vinilne plošče.

## Kritični odziv
Kritični odziv na album je bil deljen. Aleš Podbrežnik je za Rockline album ocenil s 4 in pol zvezdicami komentiral: »Na njem ni slabega trenutka, poseduje odlično produkcijo, izjemen dotik komponistične dovršenosti in potrjuje veliko artistično zrelost zasedbe, polne izkušenj, kot tudi njeno čvrsto hojo po smernicah izdelane glasbene vizije, s katero Mi2 ponovno dosegajo moč velike izpovedne karizme.« V nasprotju z njim pa je za  Mladino Veljko Njegovan album ocenil s povprečnimi 3 zvezdicami, rekoč: »Kritično, humorno, ljudsko, a žal že velikokrat slišano.«
V časopisu Delo, kjer je imel album naziv albuma tedna, je Zdenko Matoz album označil za »zelo soliden izdelek glasbenikov, ki so že toliko časa na sceni, da so našli zelo uravnovešen glasbeni pristop med glasbo za zabavo in glasbo kot umetniškim sporočanjem«.

## Seznam pesmi
| Št.             | Naslov                     | Dolžina |
| --------------- | -------------------------- | ------- |
| 1.              | „Heroji srednjega razreda‟ | 3:33    |
| 2.              | „Čista jeba‟               | 3:58    |
| 3.              | „Strel v koleno‟           | 5:08    |
| 4.              | „Stara duša‟               | 4:17    |
| 5.              | „Visoka pesem‟             | 5:13    |
| 6.              | „Hči vaškega učitelja‟     | 3:48    |
| 7.              | „Moje muze‟                | 3:27    |
| 8.              | „Ljubi dve‟                | 2:56    |
| 9.              | „Vstati in obstati‟        | 3:14    |
| 10.             | „SMS‟                      | 4:25    |
| 11.             | „Beli grad‟                | 3:59    |
| Skupna dolžina: | Skupna dolžina:            | 43:45   |

## Zasedba
| Mi2 - Jernej Dirnbek — kitara, vokal - Tone Kregar — vokal - Egon Herman — kitara, vokal - Igor Orač — bobni - Robi Novak — bas kitara | Ostali glasbeniki - Boštjan Imenšek — kitara - Davor Klarič — klaviature - Miha Gorše — slide kitara, harmonika, klaviature Ostali - Drago Popovič — produkcija, miksanje, mastering, tonski mojster - Simon Spreitzer — tonski tehnik - Lara Kobe Priganica — oblikovanje - Dejan Batista — fotografiranje |